# Tetragonodes asphales
Tetragonodes asphales là một loài bướm đêm trong họ Geometridae.